# Jarosław Weszin

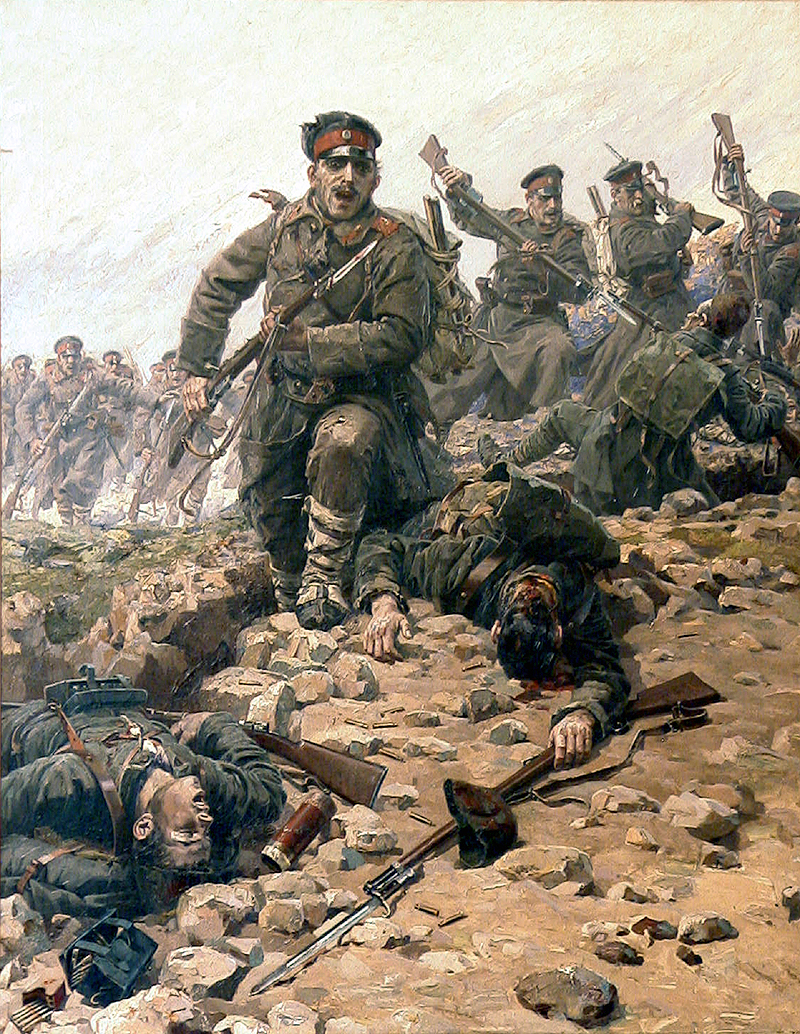
Jarosław Weszin – На нож

Jarosław Weszin, bułg. Ярослав Вешин (ur. 23 maja 1860 we Vranach nad Vltavou k. Pragi, zm. 9 maja 1915 w Sofii) – malarz bułgarski pochodzenia czeskiego.
Studiował w akademii sztuk pięknych w Pradze i od 1880 w Monachium, m.in. u Karla Piloty'ego. W roku 1897 osiadł w stolicy Bułgarii, Sofii. Był współzałożycielem stowarzyszenia Sztuka Współczesna.
Malował realistyczne obrazy z życia wsi bułgarskiej (Młocka w Radomirsku 1879, Oracz 1899, Koński targ w Sofii 1899), pejzaże (Zima), polowania, w czasie wojen bałkańskich 1912 – 1913 – sceny walk (Atak 1913), Pod Odrinem (1913), stając się czołowym batalistą bułgarskim.